# Tablón

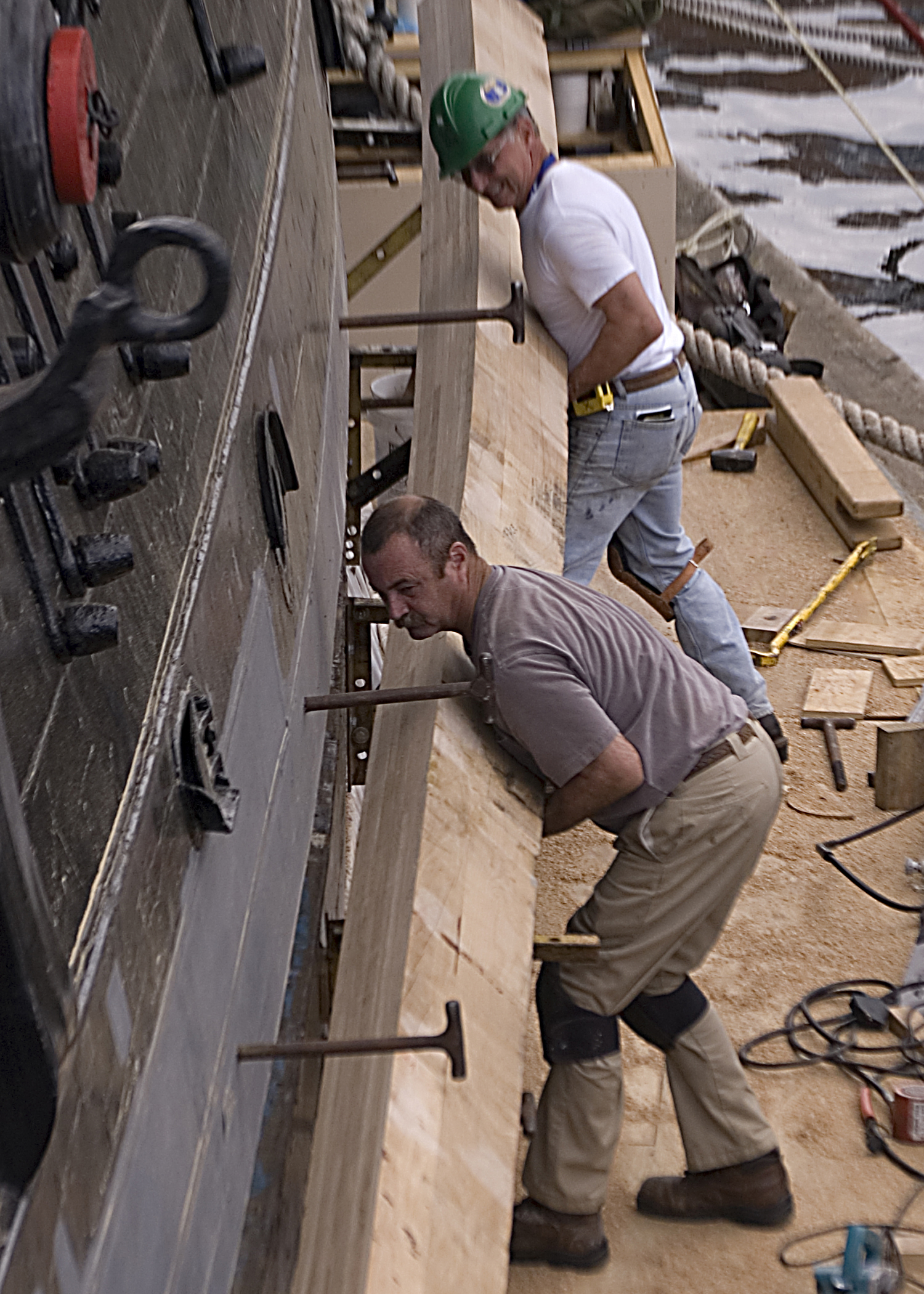
Tablón de madera de los empleados en la construcción de un barco.

Se denomina tablón (aumentativo en español del latín: tabula) a una pieza de madera plana, alargada y rectangular, de caras paralelas, más alta o larga que ancha, empleado en la construcción de barcos, casas, puentes, etc.
Suele ser de madera aserrada, con más de 38 mm de espesor, y de una anchura normalmente superior a 63 mm. Si la anchura es inferior a 63 mm y el espesor menor de 38 mm se denomina tabla. 
También recibe el nombre de tablón una plancha de madera u otro material (compuesta de un tablero o más) donde se cuelgan de la pared los anuncios para ser leídos por un determinado público (por ejemplo un boletín). De estas palabras ha derivado en el tablón de anuncios digital Bulletin Board System.

## Usos

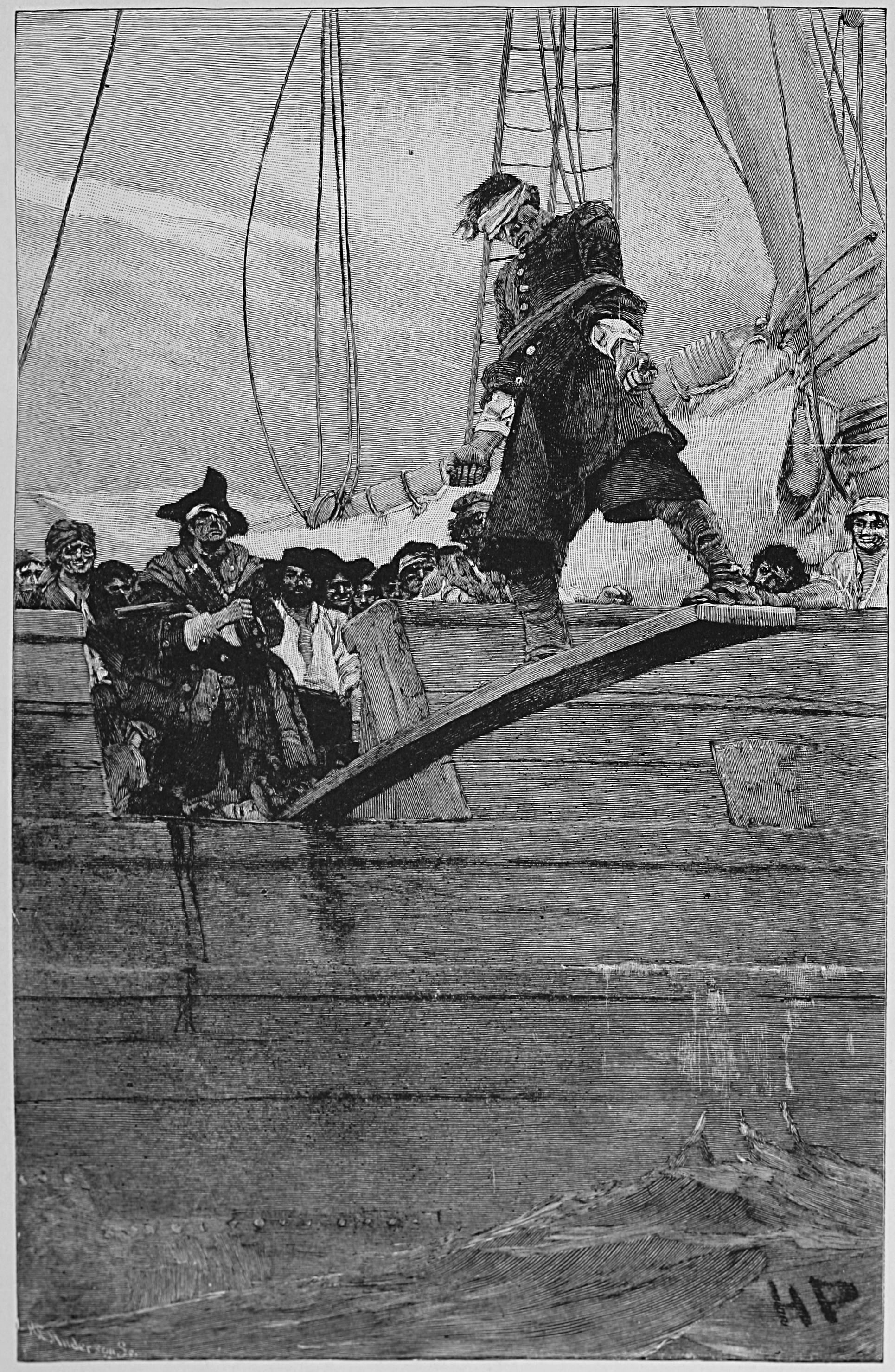
Grabado "Caminando por el tablón", Ilustrado por Howard Pyle.

Desde tiempos muy antiguos se usan troncos cortados en forma de «tablón» para construir puentes, pasarelas, barcos o casas de madera, incluidos suelos, revestimientos y muebles. También sirve como soporte para formar mesas o estanterías (para almacenar alimentos, objetos, etc.) Su uso se origina en el hábitat de la casa neolítica, los empleaban los pastores para curar a los quesos (los dejaban secar sobre tablones). 
Los tablones han sido en el pasado, la base del transporte marítimo. Al ser de madera flotan en el agua, y son fáciles de mecanizar, por lo que, durante muchos siglos, fueron utilizados como «materia prima básica» en la construcción de barcos, hasta que en los tiempos modernos, han sido sustituidos por otros materiales (acero, aluminio, fibra de vidrio, etc.).

## Caminar por el tablón
"Caminar por el tablón" era un método de ejecución en el mar, especialmente conocido entre los piratas.
Aunque "caminar por el tablón" juega un papel importante en la tradición pirata de la época, en realidad, "caminar por el tablón" era un fenómeno bastante raro, la mayoría de los piratas y amotinados tenían pocas razones para ejercer una tortura psicológica sobre sus presos, ya que normalmente tenían la intención de matarlos de todos modos.

## Ejemplos

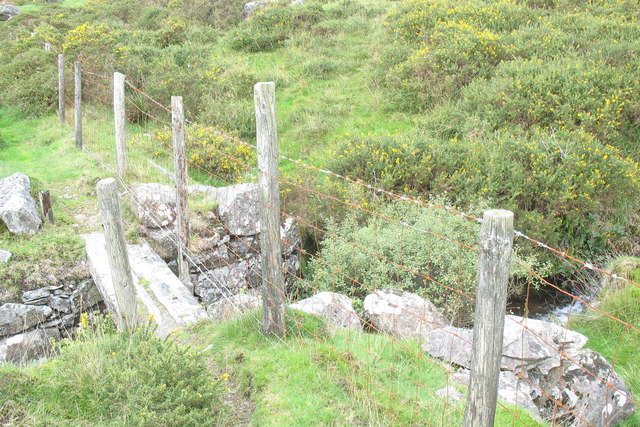
Puente hecho con dos tablones.
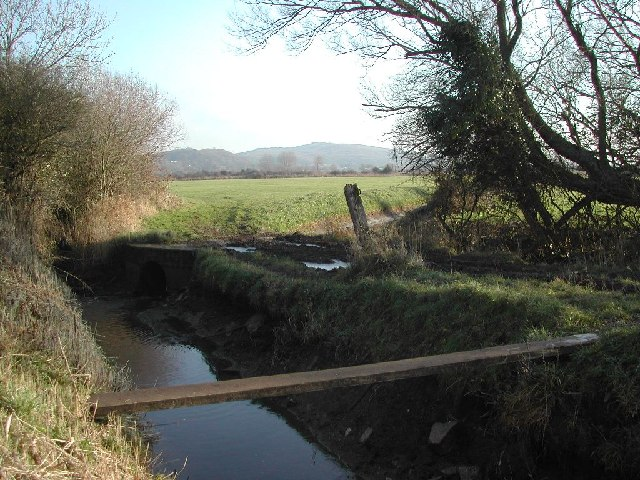
Puente hecho con un tablón.
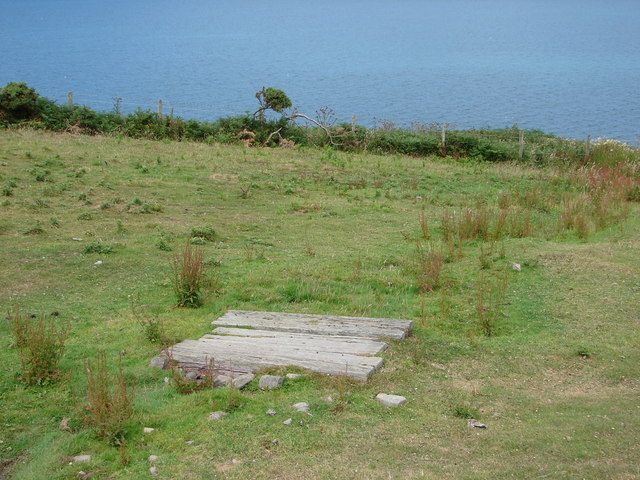
Puente hecho con varios tablones.
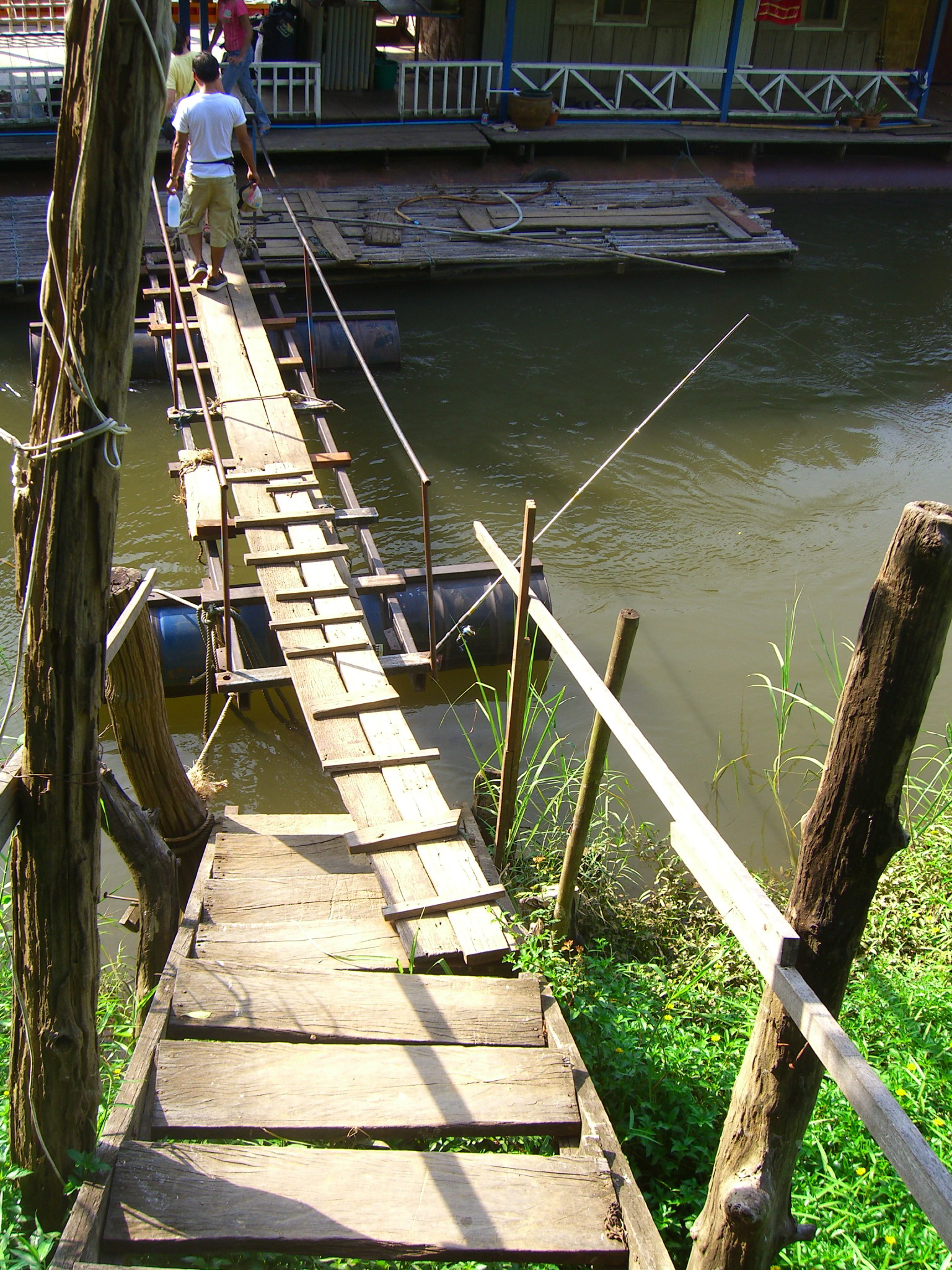
Puente hecho con varios tablones.

## Nota
1. ↑  Karen Bush Gibson (1 de enero de 2005). Plank Houses (en inglés). Capstone Press. p. 5. ISBN 9780736837255. Consultado el 28 de enero de 2011.

- Datos: Q1355652
- Multimedia: Wood planks / Q1355652